# 마리아 루도비카 폰 슈파니엔
마리아 루이사 데 보르본 이 사호니아(스페인어:  María Luisa de Borbón y Sajonia, 1745년 11월 24일 ~ 1792년 3월 15일) 또는 마리아 루도비카 폰 슈파니엔(독일어: Maria Ludovika von Spanien)은 레오폴트 2세의 배우자이다. 본래 그녀의 남편의 지위는 토스카나 대공에 불과했고, 그녀 또한 토스카나 대공비일 뿐이었다. 그러나 시아주버니인 요제프 2세가 파르마의 이사벨라, 마리아 요제파 폰 바이에른과의 사이에서 남자 후손을 두지 못하고 죽자, 남편 레오폴트 2세가 신성 로마 제국 황제의 제위를 이어받게 되었다. 그에 따라 마리아 루도비카 역시 신성 로마 황후, 오스트리아 대공비, 헝가리 왕비가 되었다.

## 자녀
마리아 루도비카는 레오폴트 2세와의 사이에서 슬하 12남 4녀(총 16명)를 두었으며, 현존하는 합스부르크로트링겐가문의 구성원은 모두 마리아 루도비카의 후손이다.
- 마리아 테레지아 (1767-1827) - 작센 왕국의 국왕 안톤와 혼인.
- 프란츠 2세 (1768-1835)
  - 1788, 뷔르템베르크 공녀 엘리자베트와 혼인.
  - 1790, 나폴리와 시칠리아의 마리아 테레지아와 혼인.
  - 1808, 오스트리아에스테의 마리아 루도비카 베아트릭스와 혼인.
  - 1816, 바이에른의 카롤리네 아우구스타와 혼인.
- 페르디난도 3세 (1769-1824)
  - 1790, 나폴리와 시칠리아의 루이사와 혼인.
  - 1821, 작센의 마리아 페르디난다와 혼인.
- 마리아 안나 (1770-1809)
- 테셴 공작 카를 (1771-1847) - 나사우 공녀 헨리에테와 혼인.
- 레오폴드 알렉산더 (1772-1795)
- 알브레히트 (1773–1774)
- 막시밀리안 (1774–1778)
- 오스트리아 대공 요제프 안톤 요한 (1776-1847)
  - 1799, 알렉산드라 파블로브나와 혼인.
  - 1815, 안할트베른부르크샤움부르크호임 여공 헤르민과 혼인.
  - 1819, 뷔르템베르크 공녀 마리아 도로테아와 혼인.
- 마리아 클레멘티나 (1777-1801) - 양시칠리아의 프란체스코 1세와 혼인.
- 안톤 빅토어(1779-1835), 튜튼 기사단장.
- 마리아 아말리아 (1780-1798)
- 요한 (1782-1859)
- 오스트리아 대공 라이너 (1783-1853) - 사르데냐피에몬테 공주 엘리자베스와 혼인.
- 루트비히 (1784-1864)
- 루돌프 (1788-1831)

## 갤러리

토스카나 대공비 시절의 마리아 루도비카
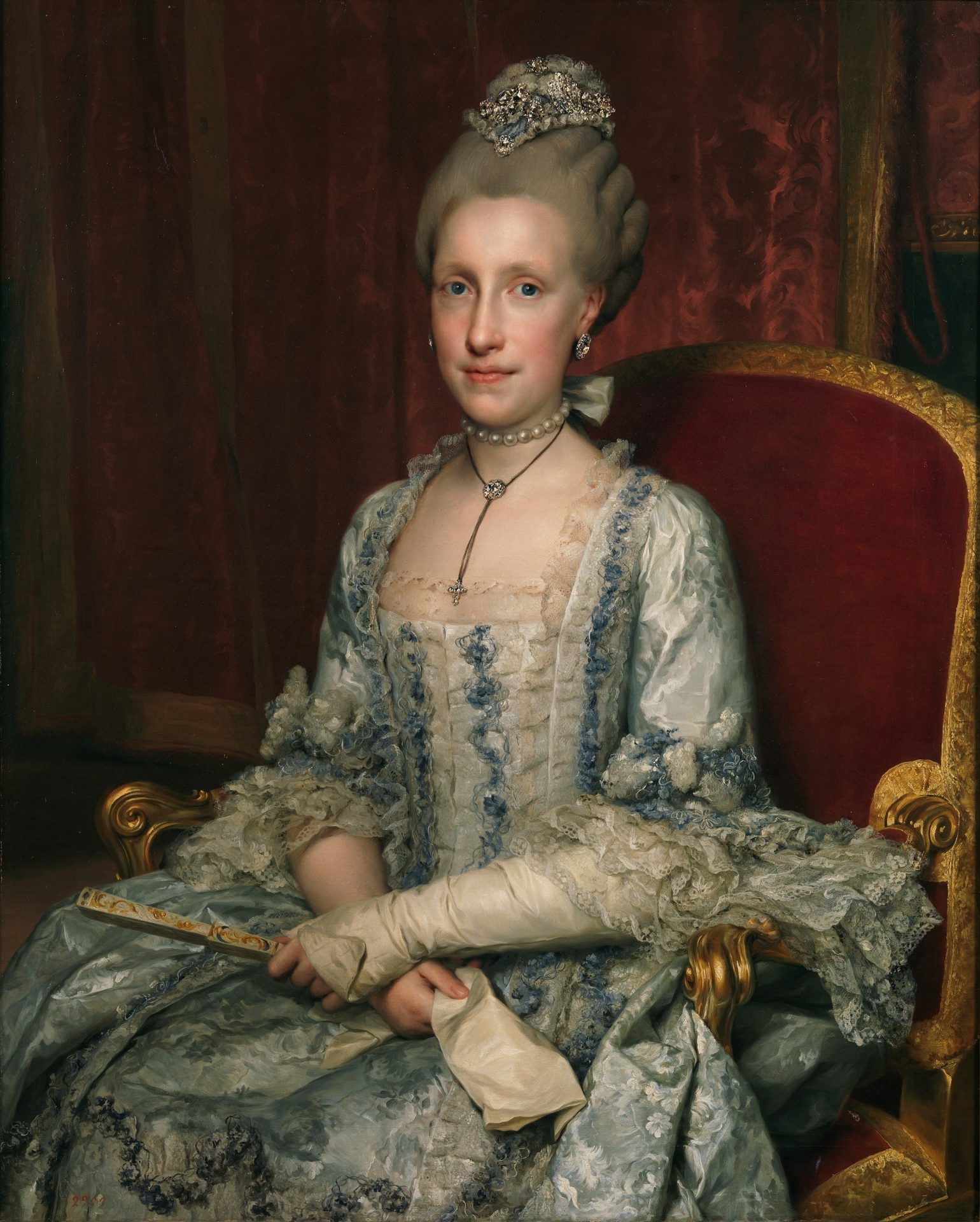
황후 시절의 마리아 루도비카